# Ratatolha
|  | «Ratatouille» redirigeix aquí. Vegeu-ne altres significats a «Ratatouille (pel·lícula)». |

La ratatolha (nom occità, ratatouille en francès) és una especialitat de la cuina occitana originària de la ciutat de Niça i en general de la regió de la Provença. Es tracta d'un plat vegetarià resultat de fregir amb oli d'oliva una sèrie de verdures (es poden fregir totes juntes o verdura per verdura). La recepta varia segons el gust del cuiner, i inclou generalment tomàquets, pebrots, ceba, carabassó i albergínies en proporcions variables.
Se serveix sol, acompanyat de pa, arròs o patata o molt majoritàriament com a guarnició d'algun plat de carn o peix.
Si bé alguns restaurants i cuiners fan servir la paraula ratatouille amb més o menys èxit, en català es podria substituir per samfaina, ja que són receptes equivalents.

## Variants
Existeix una versió d'aquest plat a Malta denominada "kapunata" molt similar a l'occitana. La kapunata s'elabora amb tomàquets, pebrot verd, albergínia i all, i acompanya els plats de peix.
A Sicília un plat semblant s'anomena capunata.
A l'illa de Mallorca trobam el tombet que és una versió del mateix plat.
A les Comarques Centrals del País Valencià el mateix plat rep el nom de mullador.

## Curiositats
El 2007, el nom d'aquest plat en francès va donar nom a una pel·lícula de dibuixos animats estatunidenca, Ratatouille, a la qual la protagonista és una rata (en anglès, rat) que vol ser cuinera a França.